# Kozhikode
Kozhikode (Malayalam: കോഴിക്കോട്, Kōḻikkōṭ [ˈkoːɻikːoːɖ] ), Hindi: कोझिकोड, früher Calicut (deutsch auch Kalikut), ist eine Stadt an der Malabarküste im indischen Bundesstaat Kerala mit rund 430.000 Einwohnern (Volkszählung 2011). Sie ist Verwaltungssitz des Distrikts Kozhikode.

## Geografie

### Geografische Lage
Kozhikode liegt an der Küste des Arabischen Meeres im Norden Keralas. Die Entfernung nach Kochi beträgt 147 Kilometer, nach Bengaluru 274 Kilometer und in Keralas Hauptstadt Thiruvananthapuram 336 Kilometer.

### Klima
In Kozhikode herrscht tropisches Klima. Wegen der Meereslage schwanken die Temperaturen im Jahresverlauf nur geringfügig zwischen 25,9 Grad Celsius im August und 29,6 Grad Celsius im April. Die Temperaturen werden vor allem durch die Niederschlagsmengen beeinflusst. Der Jahresdurchschnitt liegt bei 27,5 Grad Celsius.
Regenzeit ist während des Sommermonsuns von Anfang Juni bis August. Im Gegensatz zu vielen anderen Regionen Indiens gibt es in Kozhikode, wie überall an der Malabarküste, jedoch auch bis November noch größere Niederschlagsmengen. Die durchschnittliche jährliche Gesamtniederschlagsmenge beträgt 3063 mm.
|                       | Jan  | Feb  | Mär  | Apr  | Mai   | Jun   | Jul   | Aug   | Sep   | Okt   | Nov   | Dez  |   |         |
| Mittl. Tagesmax. (°C) | 33,0 | 33,6 | 34,2 | 34,0 | 32,6  | 29,7  | 28,8  | 29,1  | 30,2  | 30,7  | 31,9  | 32,4 | ⌀ | 31,7    |
| Mittl. Tagesmin. (°C) | 22,2 | 23,1 | 24,8 | 25,4 | 25,0  | 23,5  | 23,0  | 23,2  | 23,4  | 23,3  | 23,2  | 22,1 | ⌀ | 23,5    |
|                       |      |      |      |      |       |       |       |       |       |       |       |      |   |         |
| Niederschlag (mm)     | 4,9  | 3,2  | 22,4 | 99,1 | 283,5 | 743,4 | 719,1 | 383,6 | 270,3 | 363,6 | 142,9 | 52,6 | Σ | 3.088,6 |
|                       |      |      |      |      |       |       |       |       |       |       |       |      |   |         |
| Regentage (d)         | 0,5  | 0,5  | 1,5  | 6    | 12,4  | 24,5  | 26,1  | 24,3  | 15,2  | 13,6  | 7,7   | 2,3  | Σ | 134,6   |
|                       |      |      |      |      |       |       |       |       |       |       |       |      |   |         |
| Luftfeuchtigkeit (%)  | 70   | 72   | 73   | 74   | 78    | 88    | 90    | 90    | 86    | 82    | 77    | 71   | ⌀ | 79,3    |

| 22,2 |

| 23,1 |

| 24,8 |

| 25,4 |

| 25,0 |

| 23,5 |

| 23,0 |

| 23,2 |

| 23,4 |

| 23,3 |

| 23,2 |

| 22,1 |

| 22,2 |

| 23,1 |

| 24,8 |

| 25,4 |

| 25,0 |

| 23,5 |

| 23,0 |

| 23,2 |

| 23,4 |

| 23,3 |

| 23,2 |

| 22,1 |

## Geschichte

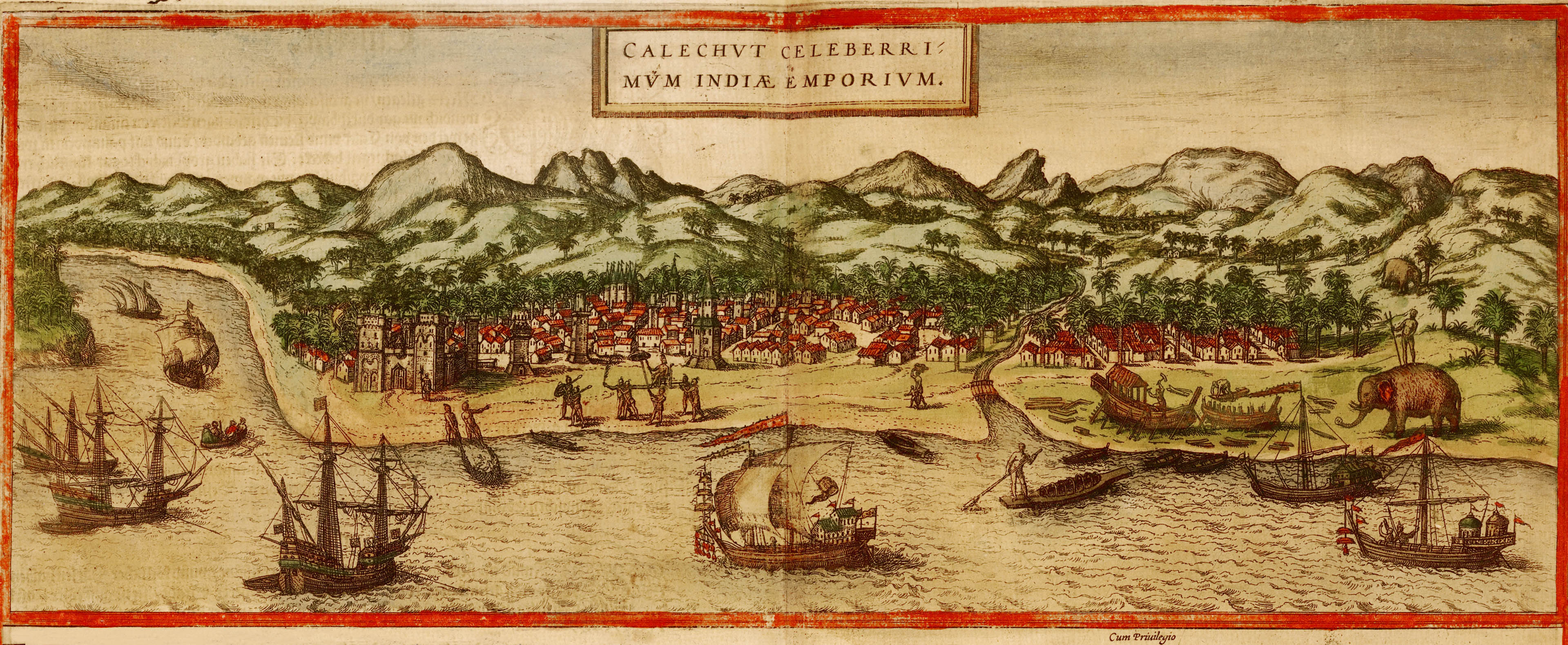
Kalikut im Jahr 1572

Der Name Kozhikode entstand im 13. Jahrhundert und soll sich nach Meinung von Historikern von den Malayalam-Wörtern „koyil“ („Palast“) und „kodu“ („befestigt“) herleiten. Arabische Händler, welche die Stadt schon viel früher anliefen, nannten sie Kalikat, später von den Engländern zu Calicut anglisiert. Diese Bezeichnung wiederum stammt von Kallikkottai, dem antiken tamilischen Namen des Hafens, ab.
Kozhikode existierte bereits während der Sangam-Ära als Kallikkottai. Die eigentliche Geschichte begann jedoch erst im 13. Jahrhundert, als der Ort mit der Eroberung durch die Udaiyavars von Ernad zum Königreich Nediyirippu Swarupam kam. Die später als Zamorine bekannten Herrscher des Reiches verlegten ihren Herrschaftssitz nach Kozhikode und bauten den Ort zu einer prächtigen Hauptstadt aus.
Im 14. Jahrhundert besuchte der arabische Seefahrer Ibn Battuta die Stadt mehrmals. Danach war Kozhikode eines der Hauptziele des bedeutendsten chinesischen Seefahrers Zheng He auf allen Reisen zwischen 1405 und 1433 mit seiner riesigen Schatzflotte. Als wichtiger Schnittpunkt zwischen China und Arabien gewann die kosmopolitische Stadt stetig an Bedeutung und wuchs bis zur Ankunft der ersten Europäer zu einem wichtigen Handels- und Machtzentrum heran.
Mit dem Jahr 1498, als der portugiesische Seefahrer Vasco da Gama nach der Umsegelung Afrikas an dem nördlich der Stadt gelegenen Strand Kappad landete, ging Kozhikode in die Weltgeschichte ein. Die Stadt war zu diesem Zeitpunkt das unumstrittene Machtzentrum in Malabar, im Norden des heutigen Keralas. Ein Krieg zwischen Portugiesen und Arabern, die jetzt das Gewürzhandelsmonopol des Indienhandels in der Stadt innehatten, machte auch den Zamorin zu Feinden der Europäer. Zunächst gelang es, die Portugiesen zurückzuhalten, doch zwei Niederlagen in den Jahren 1528 und 1538 führten zum Niedergang der Macht des Zamorins. Die Portugiesen errichteten eine Festung in Kozhikode und 1540 gestand ihnen der Zamorin schließlich das Monopol über den Gewürzhandel der Stadt zu. Der Frieden war jedoch nur vorübergehend, denn bald darauf brach ein neuer Krieg aus, in dem der Zamorin 1571 die portugiesische Festung zerstörte. 1588 gewannen die Portugiesen wieder die Oberhand und erhielten die Erlaubnis, sich erneut in der Stadt niederzulassen. Der Kunjali (Admiral) des Zamorins rebellierte daraufhin gegen seinen Herren, wurde aber 1600 von portugiesischen und dem Zamorin treuen Truppen besiegt.
Zu Beginn des 17. Jahrhunderts begannen auch die Niederländer, in Kozhikode Handel zu treiben. Durch deren Konkurrenz und die Schwäche des eigenen Mutterlandes begann der portugiesische Einfluss zu schwinden. Mit dem endgültigen Sieg der verbündeten Niederländer über die Portugiesen in Kerala (1663/64) konnte sich Kozhikode von der Kolonialherrschaft befreien. 1664 errichteten die Engländer einen Handelsposten, 1698 auch die Franzosen.
1766 nahm Hyder Ali, der muslimische Herrscher von Mysore, die Stadt ein und zerstörte sie zu großen Teilen. Der Zamorin schloss sich daraufhin in seinem Palast ein und tötete sich selbst. Vertrieben wurden die Mysore-Herrscher von den Briten, unter deren Herrschaft Kozhikode 1792 kam.
Die britische Herrschaft endete 1947 mit der Unabhängigkeit Indiens. Kozhikode war zunächst Bestandteil des Bundesstaats Madras. 1956 wurden die Bundesstaaten nach Sprachgrenzen neu geordnet. Kozhikode gehört seitdem zu Kerala.

## Kultur

### Religion
Wie überall in Kerala leben auch in Kozhikode mehrere Religionen nebeneinander. Die Bevölkerungsmehrheit sind Hindus, daneben gibt es beträchtliche Minderheiten von Muslimen und Christen. Die Muslime der Region sind als „Mappilas“ bekannt.

### Sprache
Die überwältigende Mehrheit der Bevölkerung spricht Malayalam. Englisch ist als Bildungs- und Verkehrssprache weit verbreitet.

### Bildung
Kozhikode hat seit 1968 eine Universität (University of Calicut). Das Calicut Medical College ist eine der angesehensten Medizinfakultäten Indiens. Zur University of Calicut gehörte früher auch das 1961 gegründete National Institute of Technology, das 2002 selbst den Rang einer Universität erhielt. Es ist heute eine der führenden technischen Universitäten Indiens. Seit 1996 ist Kozhikode zudem Sitz eines der landesweit nur sechs Indian Institutes of Management, der führenden Wirtschaftsakademien Indiens. Daneben existieren mehrere andere teils private Colleges.
Das „Indian Institute of Spices Research“ in Kozhikode beherbergt die weltweit größte Sammlung genetischer Ressourcen (Germinalplasma) für Pfeffer (Piper nigrum).

### Sehenswürdigkeiten
Vom alten Kozhikode ist heute nicht mehr allzu viel übrig, jedoch spiegelt sich die religiöse Vielfalt in den zahlreichen Tempeln, Moscheen und Kirchen wider. Nennenswert sind der Tira-Tempel und die Kuttichira-Moschee. Das Herz der Stadt ist der Mananchira-Platz, einst der Innenhof eines Palastes der Zamorine. Heute befinden sich dort unter anderem ein Park, das Rathaus und die eindrucksvolle Bibliothek.

## Söhne und Töchter der Stadt
- Martin Schlunk (1874–1958), deutscher Missionswissenschaftler
- V. K. Krishna Menon (1896–1974), Diplomat und Politiker
- Hubert D’Rosario (1919–1994), römisch-katholischer Ordensgeistlicher, Erzbischof von Shillong
- A. Vincent (1928–2015), Kameramann und Filmregisseur
- Arun Vishnu (* 1988), Badmintonspieler
- A. V. Rakesh Babu (* 1990), Dreispringer
- Nayana James (* 1995), Weitspringerin

## Wirtschaft
Kozhikode verfügt über einen Hafen. Wichtige Industriezweige sind die holzverarbeitende, Nahrungsmittel- und Textilindustrie sowie der Schiffbau.
Als internationaler Flughafen dient der Calicut International Airport bei Karipur.